# Minio Vallis
Minio Valles ist 90 km lang und wurde nach einem Fluss in Italien benannt. Am Südwestrand der Tharsis-Region liegt zum Beispiel das große Talsystem Mangala Valles (Valles, lat. für Täler) und das kleinere Minio Vallis.